# Solenophora tuxtlensis
Solenophora tuxtlensis är en tvåhjärtbladig växtart som beskrevs av Ram.-roa och Ibarra-manr.. Solenophora tuxtlensis ingår i släktet Solenophora och familjen Gesneriaceae. Inga underarter finns listade i Catalogue of Life.